# Georg Stiernhielm
Georg Stiernhielm (Vika, Dalarna megye, Svédország, 1598. augusztus 7. – Stockholm, 1672. április 22.) svéd író, barokk költő, jogász, nyelvész, matematikus és birodalmi antikvárius. Leghíresebb munkája a Herkules című, hexameteres vers. Költészetének elismeréseként a „svéd költészet atyjának” nevezik. Nyelvészeti munkásságának magyar vonatkozása, hogy elsők között kezdte el tudományos szinten igazolni a finnugor nyelvrokonságot.

## Élete
A Bergslagenben nőtt fel, ahol az apja bányászként dolgozott. Göran Olofsson néven született, de később Lilianak is nevezte magát. Iskolai tanulmányait Västeråsban kezdte, majd az Uppsalai Egyetemen folytatta. Tanult Németországban, Greifswaldban Wittenbergben és Helmstedtben, valamint Hollandiában is.
Könnyen talált magának munkát 1626-tól, amikor visszatért hazájába. Kezdetben a svéd állam közigazgatásában dolgozott, majd bíró lett, Dorpatban és Livlandban. A Stiernhielm nevet 1631-ben nemesi címének adományozásával egy időben vette fel. Rövid ideig élt Észtországban is, de az orosz hódítás elől 1656-ban Stockholmba ment. Krisztina királynő udvarában költő és a költészet mellett nyelvkutatással és matematikával is foglalkozott. 1661-ben kinevezték katonai tanácsosnak, és 1667-ben igazgató is lett.
Mindezek ellenére szűkös körülmények között élt, mellőznie kellett az akkori korban a nemességhez tartozó pompát.

## Költészete és munkássága
Stiernhielm első svéd költészeti munkái 1640-ben készültek. Ezek a királynőt ünneplő versek és a francia adaptációt követő három udvari maszk voltak. A legfontosabb és egyben leghíresebb költeménye az 1647 körül íródott és 1658-ban publikált allegorikus és didaktikus eposz a Herkules. A mű tökéletes példája a reneszánsz klasszicizmusnak, mely egy a humanizmus szellemével átitatott erényről és a becsületről szóló prédikáció. A hibátlanul felépített erőteljes eredeti témát túláradó szóképek és szerkezetek alkotják. Ez a költészeti remekmű nagy befolyással volt a későbbi svéd költészetre.
Stiernhielm írásaiban széles lexikális tudása és tudományos műveltsége mutatkozott meg, de sajnos művei közül több kiadatlan maradt. Foglalkozott nyelvészeti, történeti és filozófiai kérdésekkel és meggyőződéssel hitt abban, hogy a gót nyelv az ónorvéggal azonosnak tekinthető és megállapította, hogy e nyelv minden más földi nyelvnek is szülőanyja.
A nyelvet az elavult szavak megreformálásával, valamint a külföldi jövevényszavaktól kívánta megtisztítani. A szókészlet bővítéséhez a népszerűbb svéd dialektusokból merített forrásokat alkalmazta. Gondolkodásmódjában és ránk maradt munkáiban Paracelsus, Robert Fludd, és Comenius tanításaihoz köthető eszmerendszer köszön vissza. Költészeti munkáit a Suethizantes Múzeum gyűjtötte össze 1668-ban.
Hatással volt költészetére a reneszánsz irodalomszemlélet képviselő Lars Wivallius és hatott egymásra munkásságuk kortársával a svéd irodalom egyik legolvasottabb költőjével Lucidorral (Lars Johansson).

### A finnugor nyelvrokonság kutatása
Stiernhielm 1671-ben a finnugor nyelvrokonság tudományos szintű igazolásába kezdett. Beszámolt a lapp, az észt és a finn nyelv hasonlóságáról, illetve a finn és magyar nyelv közötti hasonlóságokat igazoló szavakról. Az általa elkezdett munkásság révén feltárt bizonyítékok sora, azóta folyamatosan bővült. Az ő kezdeti felismeréseinek is köszönhető, hogy a nyelvészek álláspontja szerint a finnugor nyelvek történetük egy pontján együtt fejlődtek.